# Mezzaluna (cucina)

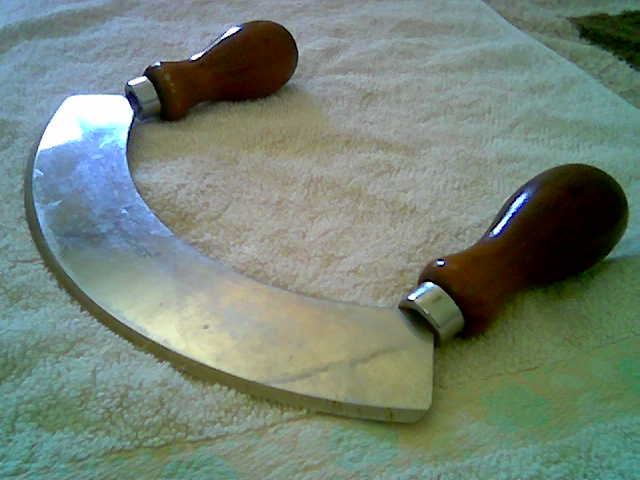
Mezzaluna

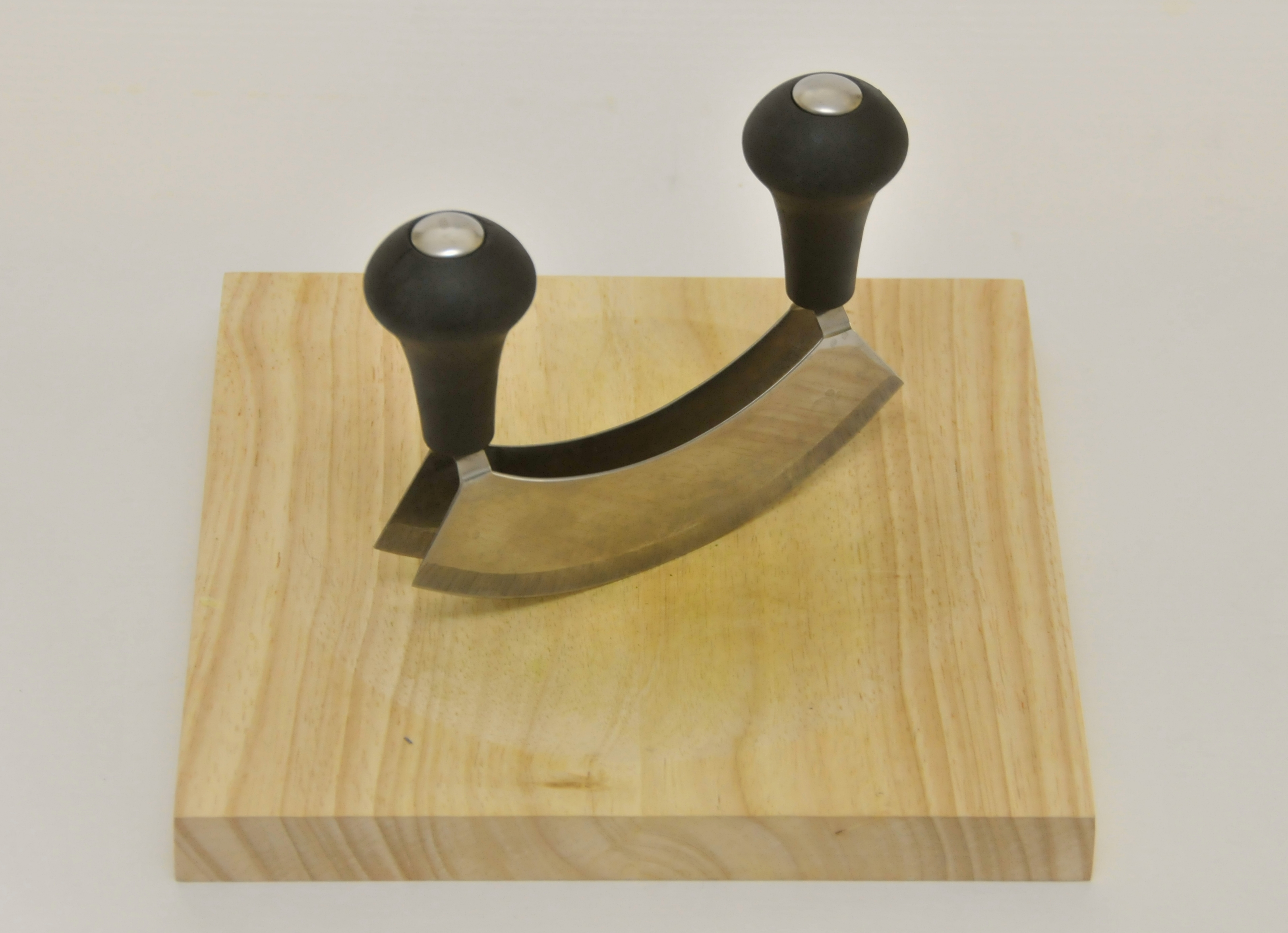
Mezzaluna con lama doppia

La mezzaluna o lunetta è un coltello a due manici tipicamente usato nella cucina italiana. Serve a triturare o sminuzzare alcuni alimenti, tra cui ortaggi, come cipolla o prezzemolo o tagli di carne.

## Descrizione
È formata da una lama curva, in ferro o acciaio inox, con due impugnature a pomolo, in legno o plastica. Usata in coppia con il tagliere, è uno strumento meno utilizzato che in passato, soppiantato da elettrodomestici elettrici come i macinini, i frullatori o i robot da cucina. La sminuzzatura che si ottiene con la mezzaluna è tuttavia più grossolana e meno omogenea di quella ottenuta con gli elettrodomestici, ed è perciò in alcuni casi da preferire, in quanto conserva meglio i sapori.

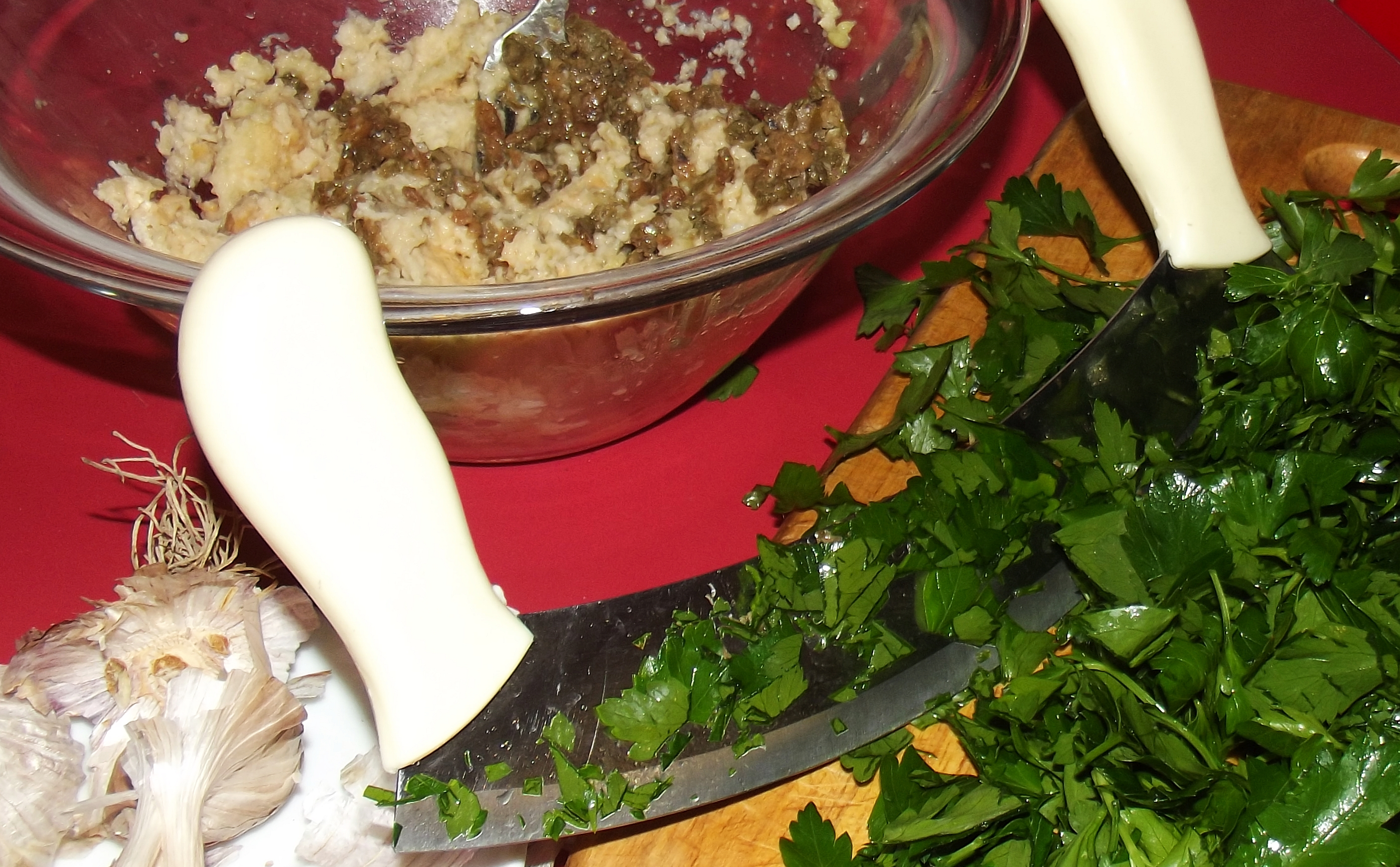
Taglio del prezzemolo per il bagnet verd.